# Festa di san Paolo
La festa di san Paolo è la festa patronale che si svolge a Solarino, ogni prima domenica d'agosto.

Rappresenta, per i solarinesi, la "festa" per antonomasia, talmente sentita e partecipata, al punto da coinvolgere non solo i residenti ma anche da richiamare i fedeli dei comuni vicini e soprattutto i molti emigrati provenienti dalle diverse parti del mondo (specialmente in Australia, Stati Uniti, Svizzera e Germania).

## Le origini
Nel 1770 il vescovo di Siracusa Giuseppe Antonio Requisenz proclamò san Paolo di Tarso patrono della Terra di san Paolo nel feudo di Solarino e sempre nello stesso periodo concesse di celebrare, il 25 gennaio, giorno della conversione di san Paolo, la festa del patrono con la processione del simulacro del santo.
Le condizioni atmosferiche non sempre favorevoli, spesso, non permettevano il regolare svolgimento dei festeggiamenti, per cui non era raro che gli stessi venissero posticipati alla domenica successiva. Per questo motivo e perché a gennaio scarseggiavano le provviste di grano, offerta principale che veniva donata al Santo dai fedeli durante la processione del fercolo, già nella seconda metà dell'Ottocento si pensò bene di spostare la festa patronale nei mesi estivi.
Nel 1869 venne trasferita al 29 giugno, festa dei santi Pietro e Paolo; quindi, nel 1906, all'ultima domenica di luglio, vale a dire dopo la raccolta del frumento. La festa del 25 gennaio continuò ad esistere, ma perdendo sempre più d'importanza, sino a ridursi a mera "festa interna", costituita dalle semplici funzioni religiose svolte in chiesa.
L'ultimo cambiamento, che nell'intenzione delle parti doveva essere soltanto provvisorio, avvenne nel 1953, su richiesta della Società Meridionale di Elettricità, quando la festa venne rinviata alla prima domenica d'agosto, perché l'ultima domenica di luglio, ad Avola, si svolgeva contemporaneamente la festa di Santa Venera e l'ente gestore, a causa di carenza di energia elettrica, non era in grado di fornire l'elettricità sufficiente per l'illuminazione straordinaria dei due comuni. Tale cambiamento di data, legato ad un evento isolato e contingente, come detto, avrebbe dovuto riguardare soltanto l'anno in corso, ma si dimostrò più duraturo del previsto e da allora, la festa di San Paolo viene ancora celebrata la prima domenica d'agosto.